# Курія Гостілія
Курія Гостілія (лат. Curia Hostilia) — одна з найдавніших будівель у Стародавньому Римі, що слугувала місцем засідань Сенату Римської республіки. Її традиційно пов’язують із третім легендарним царем Риму — Туллом Гостілієм.  Курія Гостілія розташовувалася на північ від Коміція, на одній осі з ним, завдяки чому його сходинки водночас слугували підходом до будівлі, а сам Коміцій виконував функцію передпокою або вестибюлю.
Вважається, що Курія Гостілія була побудована на місці храму, де ворогуючі племена склали зброю під час правління Ромула (бл. 771-717 рр. до н.е.).

## Історія
Існує припущення, що Тулл Гостілій (бл. 673–641 рр. до н.е.) збудував нову споруду на місці попереднього, знищеного пожежею перебудованого храму. Це місце могло мати важливе значення, оскільки вважається, що там розташовувався етруський мундус і вівтар. Над цим вівтарем, відомим як «Вулканал» — у районі перед Рострою, де були виявлені ряди пам’яток з чорного мармуру (так званого Лапіс Нігер), — було встановлено нову святиню.
Будівля вважалася дуже величною, хоча, мабуть, перебудовулася після пожежі через галлів, якщо не частіше. Протягом всієї історії він був, окрім Комітіуму, інавгураційним храмом.
Сулла відновив і розширив курію у 80 р. до н.е, тоді ж були зняті статуї Піфагора і Алківіада, що стояли по кутах (cornua) Комітіуму. У 52 р. натовп поплічників і прихильників Луція Корнелія побудував Клодію багаття з меблів курії, і в результаті вона і базиліка Порція згоріли. Потім вона була відбудована сином Сулли Фаустом і знову збільшена. З не зовсім зрозумілих причин нова курія зустріла мало прихильності, і в 44 році до н.е.. було прийнято рішення про її перебудову. Пояснення Діона, що сенат хотів стерти ім'я Сулли з курії, здається малоймовірним. Інше пояснення, що на місці старої курії мав бути збудований храм Феліцитас, який врешті-решт збудував Лепід, викликає майже таке ж здивування, оскільки всі сліди такого храму повністю зникли, так само як і всі згадки, окрім випадкового зауваження Діона Кассія.
На цьому місці згодом звели Курію Корнелія, майже в тому самому розташуванні. Її, у свою чергу, замінила Курія Юлія — проєкт, розпочатий Юлієм Цезарем і завершений імператором Августом.

## Місце розташування й архітектура
Курія Гостілія була розташована на північній стороні Коміція. Вважається, що кругові сходи Форуму, які також слугували сидіннями для громадян, що слухали ораторів на рострі, вели до входу в курію.
Є підстави вважати, що Коміцій був орієнтований за сторонами світу; лінія фасаду Карцера, здається, підтверджує це. До Першої Пунічної війни консул, стоячи в курії, дивився на південь між рострою й грекостасом, оголошував свою промову в полудень, коли бачив там сонце. Що це були за орієнтири і де вони лежали - питання дискусійне; у такий ранній період вони могли суттєво відрізнятися від їхніх пізніших еквівалентів.
Будівля мала прямокутну форму з головним входом, орієнтованим на Форум. Інтер’єр містив підвищення для магістратів і лави для сенаторів. Деякі джерела свідчать, що внутрішні стіни прикрашалися фресками або дерев’яними панелями.
На зовнішній стороні західної стіни курії була розміщена «Табула Валерія», картина, що зображала перемогу Валерія Мессалли над Гієроном та карфагенянами у 263 р. до н.е. в Сицилії. Згідно з Плінієм, це була перша подібна картина в Римі. Пізніше вона була включена до базиліки Порція, в якій будівельники або використали цю стіну як бічну при її спорудженні, або перенесли картину з її первісного місця, де нова будівля приховала б її, на нову паралельну стіну. Останній варіант більш вірогідний.

## Значення
Курія Гостілія була ареною ключових політичних подій. Саме тут сенатори обговорювали долю Риму, ухвалювали закони та вирішували питання, пов'язані з територіальною експансією. Курія Гостілія також символізувала безперервність влади й традицій, будучи політичним центром від часів царства, республіки до зародження імперії.
Окрім законодавчої діяльності, тут відбувалися слухання посольств, зокрема від іноземних держав, під час яких Рим вирішував питання війни, миру та союзів. Відомо, що в Курії виголошували промови такі видатні діячі, як Цицерон, Катон Молодший, Красс та інші, а також влаштовувалися судові розслідування у справах, що мали особливе державне значення.

## Список джерел та літератури
- Діон Кассій. Римська історія.
- Марк Туллій Цицерон. Промова на захист Тита Аннія Мілона.
- Пліній Старший. Природнича історія.
- Тіт Лівій. Римська історія від заснування міста.
- Claridge, Amanda (1998). Rome: An Oxford Archaeological Guide. New York: Oxford University Press. ISBN 978-0-19-288003-1.
- Coarelli, Filippo. Rome and Environs: An Archaeological Guide. Translated by Daniel Harmon. Berkeley: University of California Press, 2007. ISBN 978-0-520-24724-2.
- Richardson, Lawrence Jr. (1992). A New Topographical Dictionary of Ancient Rome. Baltimore: Johns Hopkins University Press.
- Stambaugh, John E. (1988). The Ancient Roman City. Baltimore: Johns Hopkins University Press.
- Varro (apud Gellium. XIV, 7.7): non omnes aedes sacras templa esse. Cf.: Mommsen–Marquardi. Romische Staatsverwalt. 1 Aufl. Bd. III. S. 142, 259.